# Konrád III. z Aufensteina
Konrád III. z Aufensteina († po 1336) byl korutanský šlechtic, vysoký zemský úředník a vojevůdce.

## Život

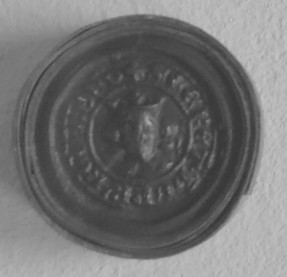
Sekretní pečeť Jindřicha Korutanského

Celý život působil ve službách korutanského a tyrolského vévody Jindřicha Korutanského. Byl jedním z nejvýznamnějších a nejmocnějších Jindřichových vazalů. Od roku 1293 zastával úřad zemského maršálka. Nejpozději od roku 1304 působil rovněž jako zemský hejtman. Poté, co se Jindřich Korutanský roku 1307 stal českým králem, pozval v říjnu 1309 do Čech družinu o osmdesáti rytířích vedenou Konrádem a jeho bratrem Jindřicha z Aufensteina, aby upevnil své postavení v zemi. Příchod korutanských vojáků do Čech však domácí prostředí spíše podráždil.
Podle vyprávění Petra Žitavského byl Konrád muž více odvážný než chytrý. Konrád z Aufeinsteina po svém příchodu do Čech vložil posádku do Pražského hradu i Kutné Hory. Poté, co Jindřicha Korutanského z Českých zemí vypudili Lucemburkové, vrátil se opět do Korutan.
Od roku 1321 Konrád zastupoval Jindřicha Korutanského coby říšského vikáře v Padově. Od roku 1331 spravoval bamberské klášterní majetky. Je také mnohokrát doložen v Jindřichově panovnické radě (1312, 1312, 1326, 1327, 1327, 1328, 1328). Mezi lety 1311 a 1319 působil jako probošt v Ultenu. Zemřel někdy po roce 1336. Zanechal po sobě syny Fridricha (* 1316) a Konráda.